# 張贊波
張贊波（1973年8月10日—）是一名中國獨立紀錄片導演，湖南邵陽人，2005年畢業於北京電影學院導演系碩士班，2009年完成了紀錄長片處女作《天降》。2015年，他的第四部紀錄長片作品《大路朝天》入圍了第28屆阿姆斯特丹國際紀錄片電影節主競賽單元，並獲得第53屆金馬獎最佳紀錄片提名。

## 個人經歷
張贊波1998年從湘潭大學文學系本科畢業，隨後於長沙電信局短暫任職，2002年考入北京電影學院，攻讀劇情片導演碩士學位。畢業後，張贊波最初成為了一名獨立影評人，但其後創建了由他一個人運營的漸近線電影工作室，開始製作和出品自己的獨立紀錄片作品。
2009年，張贊波發表了首部紀錄長片作品《天降》，影片記錄了湖南省綏寧縣農民生活在火箭殘骸落區的境況。接下來的兩年，他又分別發表了展現都市女性愛情困境的《戀曲》和描述中國基層截訪官員生活狀態的《有一種靜叫莊嚴》兩部長片。
2010年，張贊波使用化名和假身份，進入漵懷高速公路某工程項目部，對公路建設過程中的施工人員和周邊民眾進行拍攝。在臥底近四年後，他於2014年將拍攝手記集結成書，取名為《大路：高速中國裡的低速人生》在台灣出版；2015年，該書更名為《大路：高速中國里的工地紀事》，由廣西師範大學出版社在中國大陸發行。同年，同題紀錄長片《大路朝天》製作完成並上映。這兩部作品獲得了大量輿論關注，《大路》一書的台灣版本獲得了2014年《中國時報》開卷年度好書獎和2015年台北國際書展大獎，簡體版被評為2015年新浪中國好書榜「十大年度好書」，《大路朝天》則入圍了第28屆阿姆斯特丹國際紀錄片電影節的主競賽單元，並獲得了第53屆金馬獎最佳紀錄片提名，成為唯一一部在這一屆金馬獎入圍該獎項的中國大陸影片。
2018年起在内蒙古拍摄，2020年因COVID-19疫情爆发中断。疫情期间将记录整理成《大景》一书，2024年在台湾出版。

## 電影作品年表

### 導演紀錄長片
- 《天降》（2009）
- 《戀曲》（2010）
- 《有一種靜叫莊嚴》（2011）
- 《大路朝天》（2015）

### 導演短片
- 《得和路243巷28弄3號》（2010）
- 《當談論性時我們在談論什麼》（2011）
- 《紅白藍》（2011）
- 《有名的火焰》（2011）
- 《消失于青草、荒草與浮萍之上》（2011）

### 其他作品
- 《人流》（2017，攝影）

## 獎項榮譽
| 年份 | 评奖名称     | 奖项       | 作品         | 結果 |
| ---- | ------------ | ---------- | ------------ | ---- |
| 2016 | 第53屆金馬獎 | 最佳紀錄片 | 《大路朝天》 | 提名 |

## 政治傾向與作品審查
由於張贊波的紀錄片時常涉及政治等中國大陸的敏感話題，他的作品在大陸遭受了不同程度的審查和封鎖。《天降》在電影信息聚合網站豆瓣電影上的條目被刪除；《大路朝天》在同一網站上的觀眾評分功能被關閉。在大陸出版四個月後，《大路：高速中國里的工地紀事》也被國家新聞出版廣電總局責令下架。
2019年，在中国國家電影局宣布禁止大陆电影参加第56届金马奖後，張贊波在Facebook批評電影局「可恥」、「狗急跳墻」，並表示自己「遺憾今年沒有新片出來」，否則「一定報名金馬」。

## 外部連結
- 張贊波的Facebook專頁
- 張贊波在互联网电影资料库（IMDb）上的資料（英文）
- 張贊波在豆瓣上的资料（简体中文）
- 張贊波在时光网上的簡介（简体中文）